# 馬德里 (科羅拉多州)
馬德里是位於美國科羅拉多州南部一個鬼鎮，位於洛磯山脈東部，海拔6,590英尺（2,010米），由拉斯阿尼馬斯縣管轄。該鎮位於12號科羅拉多州州道的西側，距離特立尼达以西十四英里（23公里）。馬德里是以其建立者赫納爾奧·馬德里（Hilario Madrid）命名的。該鎮最初被稱為馬德里廣場（Madrid Plaza），該鎮後來於1864年成立為小鎮。1879年9月，赫納爾奧和他的兄弟胡安·馬德里（Juan Madrid）在那裡居住直到1917年。1882年至1917年之間鎮上有一個郵局，現在該鎮已經荒廢。